# Horsfieldia glabra
Horsfieldia glabra är en tvåhjärtbladig växtart som först beskrevs av Caspar Georg Carl Reinwardt och Carl Ludwig von Blume, och fick sitt nu gällande namn av Otto Warburg. Horsfieldia glabra ingår i släktet Horsfieldia och familjen Myristicaceae.

## Underarter
Arten delas in i följande underarter:
- H. g. javanica
- H. g. oviflora